# Kadeltshofen
Kadeltshofen ist ein Gemeindeteil des Marktes Pfaffenhofen an der Roth und eine Gemarkung im Landkreis Neu-Ulm im Westen des bayerischen Regierungsbezirks Schwaben.

## Lage
Das Pfarrdorf liegt etwa zweieinhalb Kilometer nördlich des Hauptortes, mit dem Kadeltshofen durch die Staatsstraße 2021 verbunden ist. Unmittelbar westlich des Dorfes verläuft die Roth.

## Geschichte
25 Grabhügel aus der Hallstattzeit weisen auf die uralte Geschichte hin. Schon um 898 wurden in diesem Gebiet zwei Höfe genannt. Seit 1787 gehörte Kadeltshofen zu der damals eingerichteten selbstständigen Seelsorgestelle in Remmeltshofen mit der Pfarrkirche St. Michael; schon Mitte des 18. Jahrhunderts bestand eine eigene Schule. Namensgebend für die im 19. Jahrhundert aus diesen beiden Dörfern gebildeten Gemeinde wurde Kadeltshofen, die 250 Einwohner zählte. Am 1. Mai 1978 wurde die Gemeinde Kadeltshofen mit Remmeltshofen in den Markt Pfaffenhofen eingegliedert. Die Gesamt-Einwohnerzahl der beiden Dörfer ist auf 662 (Stand 2016) gestiegen.

## Baudenkmäler
In die amtliche Denkmalliste sind in dem Dorf zwei Objekte eingetragen:
- Feldkapelle aus der ersten Hälfte des 19. Jahrhunderts
- Bildstock geschaffen im 19. Jahrhundert